# جینو روک‌کا

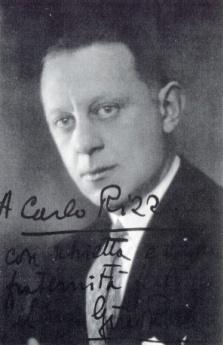
جینو روک‌کا (۱۹۴۱)

جینو روک‌کا (به ایتالیایی: Gino Rocca) ( زاده ۲۲ فوریه ۱۸۹۱ – درگذشته ۱۳ فوریه ۱۹۴۱، میلان) نویسنده، نمایشنامه‌نویس، روزنامه‌نگار و منتقد تئاتر ایتالیایی بود.
روک‌کا نویسنده بیش از نود نمایشنامه و کتاب کمدی بوده، که عمده آنها به زبان ونیزی نوشته شده و توسط شرکت‌های متعدد در تئاتر تا به امروز به نمایش گذاشته شده است.

## زندگی‌نامه
جینو روک‌کا در مانتوا از پدری اهل تورین و مادری اهل فلتر متولد شد، اولین سال‌های جوانی خود را بین پیمونت و ونتو گذراند و چند سالی در دانشکده حقوق دانشگاه پادوآ و تورین تحصیل کرد.
در سال ۱۹۱۳، پس از رها کردن تحصیل، به میلان نقل مکان کرد و در آنجا با بنیتو موسولینی آشنا شد و بیش از بیست سال منتقد روزنامه مردم ایتالیا شد.
ظهور جنگ جهانی اول تأثیر قابل زیادی بر نویسنده جوان گذاشت که در رمان اوراگانو در سال ۱۹۱۹ این تاثیرگذاری نشان داده شد. در همین سال او از بنیانگذاران مجله ادبی نوولا بود.
در سال ۱۹۳۱ روک‌کا جایزه باگوتا را برای رمان «آخرین‌ها، اولین‌ها بودند» دریافت کرد.
در سال ۱۹۳۴ به عنوان مدیر اولین جشنواره تئاتر بینال ونیز منصوب شد و برای اولین و آخرین بار کمدی گلدونی به نام «کافی‌ شاپ» را کارگردانی کرد. این اولین بار بود که یک اثر گلدونی در فضای باز اجرا شد.
او به ونیز نقل مکان کرد و بین سال‌های ۱۹۳۷ تا ۱۹۳۸ نمایشنامه ایل گاززتتینو را کارگردانی کرد.
او در سال ۱۹۴۱ در میلان درگذشت، اما در فونتزازو، در استان بلونو به خاک سپرده شد.

## کتابشناسی - فهرست کتب
- Gino Rocca ، "Il Dramma"، n. 349, 1 marzo 1941, p. 28
- فرناندو گیلاردی، جینو روکا. Il canto iridente e pietoso ، "Il Dramma"، n. 345-346، giugno-luglio 1965، صص 91-100